# Rondibilis phontionensis
Rondibilis phontionensis là một loài bọ cánh cứng trong họ Cerambycidae.